# Hermán Gaviria
Hermán Gaviria Carvajal (ur. 27 listopada 1969 w Carepa, zm. 24 października 2002 w Cali) – piłkarz kolumbijski grający na pozycji pomocnika, a czasami obrońcy. Nosił przydomek „Carepa”, wywodzący się od miasta, z którego pochodził.

## Kariera klubowa
Piłkarską karierę Gaviria zaczynał w klubie Atlético Nacional, w barwach którego zadebiutował w Copa Mustang na początku lat 90. W 1991 roku wywalczył swoje pierwsze w karierze mistrzostwo kraju. Kolejny sukces z klubem z Medellin nadszedł 3 lata później, gdy zespół z Gavirią w składzie po raz drugi sięgnął po tytuł najlepszej drużyny w Kolumbii. W 1995 roku Gaviria wywalczył Copa Interamericana oraz dotarł do finału Copa Libertadores, jednak w obu meczach z Grêmio Porto Alegre (1:3, 1:1) nie wystąpił. W tym samym roku był wypożyczony do Deportes Tolima. W 1998 roku Gaviria trafił do Deportivo Cali i pomógł zespołowi w zdobyciu mistrzostwa Kolumbii. Po sezonie wrócił do klubu z Medellin i z Atletico został po raz czwarty mistrzem kraju. W 2000 ponownie grał w Deportivo, a w 2001 wyjechał do J-League. Grał w drużynie Shonan Bellmare i zajął z nią 5. miejsce w sezonie (23 mecze, 4 gole). Jeszcze przed zakończeniem roku wrócił do ojczyzny, do Deportivo Cali.
24 października 2002 podczas treningu drużyny Deportivo Cali, Gaviria zginął od uderzenia piorunem. 3 dni później zmarł jego kolega z drużyny, Giovany Cordoba, który również ucierpiał w tym zdarzeniu. Paradoksalnie tuż przed treningiem Gaviria miał powiedzieć: „błyskawica mnie nie zabije”.

## Kariera reprezentacyjna
W 1992 roku Gaviria był członkiem olimpijskiej reprezentacji Kolumbii na Igrzyska Olimpijskie w Barcelonie. Tam był podstawowym zawodnikiem, ale nie pomógł zespołowi w wyjściu z grupy.
W pierwszej reprezentacji Kolumbii Hermán zadebiutował 24 lutego 1993 w zremisowanym 0:0 towarzyskim meczu z Wenezuelą. Rok później znalazł się w kadrze Kolumbii na finały Mistrzostw Świata w USA. Na tym turnieju wystąpił w 2 meczach: przegranym 1:2 z USA oraz wygranym 2:0 ze Szwajcarią i w 44. minucie strzelił gola. Kolumbia grała jednak słabo i zajęła ostatnie miejsce w grupie.
Gaviria w swojej karierze ma także udział w dwóch turniejach Copa América: Copa América 1993, na którym zajął 3. miejsce z Kolumbią oraz Copa América 1995, na którym powtórzył ten sukces.
Reprezentacyjną karierę Gaviria kończył 9 lutego 1999 zremisowanym 3:3 meczem z Niemcami. Ogółem w pierwszej reprezentacji wystąpił w 28 meczach i zdobył 3 gole.